# We Free Kings
Albums de Roland Kirk
Kirk's Work
(1961) Domino
(1962)
We Free Kings est un album de Roland Kirk sorti en 1962.

## Description
We Free Kings est un des premiers albums de Roland Kirk qui y démontre sa dextérité sur les différents instruments qui lui sont associés. Ainsi on peut l’entendre à plusieurs reprises jouer de deux saxophones en même temps notamment sur Blues for Alice et A Sack Full of Soul. Le morceau We Free Kings qui donne son titre à l'album est une variation du chant de noël We Three Kings,. L'album a été enregistré à New-York aux studios Nola Recordings les 16 et 17 août 1961. Il a été distribué en France sous forme d'un disque vinyle monaural (monophonique), Mercury Records MCL 125.015 qui ne comportait pas la piste numérotée (5) ci-dessous et dont la pochette était ornée d'une étiquette de couleur bronze portant la mention "Prix Jazz-Hot". 

## Pistes
Sauf indication, toutes les compositions sont de Roland Kirk
1. Three For The Festival (3:07)
2. Moon Song (Sam Coslow, Arthur Johnston) (4:20)
3. A Sack Full of Soul (4:37)
4. The Haunted Melody (3:37)
5. Blues for Alice (prise alternative) (Charlie Parker) (5:11)
6. Blues for Alice (Parker) (4:08)
7. We Free Kings (4:44)
8. You Did It, You Did It (2:27)
9. Some Kind of Love (6:09)
10. My Delight (4:28)

## Musiciens
- Roland Kirk – Saxophone ténor, Stritch, Manzello, flûte traversière
- Richard Wyands - Piano (pistes 3 à 5 et 9)
- Art Davis - Contrebasse (pistes 3 à 5 et 9)
- Charlie Persip - Batterie (pistes 3 à 5 et 9)
- Hank Jones - Piano (pistes 1,2, 6 et 8)
- Wendell Marshall - Contrebasse (pistes 1,2, 6 et 8)